# 津市立西郊中学校
津市立西郊中学校（つしりつせいこうちゅうがっこう）は、三重県津市にある公立中学校。生徒数は346人（2020年現在）。

## 概要
大部分の生徒が津市立安東小学校、津市立片田小学校、津市立神戸小学校、津市立櫛形小学校、津市立西が丘小学校から進学している（ただし西が丘小学校は半数が津市立橋北中学校に進学している）。

## 所在地
〒514-0057 三重県津市一色町219

## 交通
伊勢自動車道津インターチェンジ前

## 行事
- 4月 入学式
- 5月 修学旅行
- 6月 体育祭
- 7月 終業式
- 8月 夏季休暇
- 9月 始業式
- 10月 文化祭
- 11月 職場体験学習
- 12月 終業式
- 1月 始業式
- 3月 3送会、卒業式

## 部活動
- 野球部
- サッカー部
- ソフトテニス部
- 剣道部
- バドミントン部
- バスケットボール部
- バレーボール部
- 陸上部
- 吹奏楽部
- 総合文化部